# Rasueros
Rasueros es un municipio y localidad española de la provincia de Ávila, en la comunidad autónoma de Castilla y León. El término municipal, ubicado en la comarca de La Moraña, tiene una población de 160 habitantes (INE 2024), repartidos entre los núcleos de Rasueros y San Cristóbal de Trabancos.

## Geografía
La localidad se encuentra en medio de la carretera comarcal 610 entre Medina del Campo y Peñaranda de Bracamonte, a 80 km de Ávila, a 81 km de Valladolid y a 57 km de Salamanca. Al municipio pertenece también San Cristóbal de Trabancos.
El clima es bastante extremo, tratándose de un clima mediterráneo continentalizado, el cual se caracteriza por ser caluroso en verano y frío en invierno, con las mismas características de la meseta.

## Historia
Hacia mediados del siglo XIX, el lugar tenía contabilizada una población de 520 habitantes. La localidad aparece descrita en el decimotercer volumen del Diccionario geográfico-estadístico-histórico de España y sus posesiones de Ultramar de Pascual Madoz de la siguiente manera:

RASUEROS: l. con ayunt. en la prov. y dióc. de Avila (9 leg.), part. jud. de Arévalo (6), aud. terr. de Madrid (25), c. g. de Castilla la Vieja (Valladolid 14). sit. en terreno llano; le combaten todos los vientos, siendo sus enfermedades mas comunes liebres intermitentes: tiene 135 á 140 casas, la del ayunt.; vestigios de una fortaleza, que segun tradicion, fue denominada Rasuros; escuela de primeras letras comun á ambos sexos; una ermita (La Vera Cruz), y una igl. parr. (Sta. Lucia), con curato de segundo ascenso y provision ordinaria: ademas del párroco hay un beneficiado simple servidero vacante, y un sacerdote ordenado á titulo de capellanía de sangre: el cementerio está en parage que no ofende la salud publica, y los vec. se surten de las aguas del r. Trabancos y de las de una fuente sit. á 1/4 leg del pueblo. Confina el térm. N. Villar de Matacabras; E. Bercial; S. Mamblos y O. Ragama, comprende un desp. titulado Astudillo, en el cual se conserva una torre cuadrada; algun viñedo, hermosos y grandes prados; 4,050 fan. de tierra cultivada y 40 incultas: le atraviesan el citado r. Travancos: y el Ragamon ó Ragamilba, cuyas aguas se utilizan por el riego de los prados y el terreno en lo general es llano, de miga y muy fértil; caminos: los que se dirigen á los pueblos limítrofes, en mediano estado; el correo se recibe en la cab. del part. prod.: trigo, cebada, centeno, vino, algarrobas, garbanzos y algunas legumbres; mantiene ganado lanar y vacuno; cria caza de liebres y perdices y algun lobo y pesca menor. ind.: la agrícola, un molino harinero y una cantera de cal superior en el citado desp. de Astudillo. pobl.: 120 vec., 520 alm. cap. prod.: 3.931,133 rs. imp.: 155,357 rs., 33 mrs. industria y fabril: 6,700. contr.: 11,942 rs. con 23 mrs.
Se dice tradídonalmente que este l. fué fundado por los fabulosos jueces de Castilla, Lain Calvo y Ñuño Rasura, quienes suponen tuvieron en él una gran fortaleza llamada Rasuros por haber tomado el nombre del último y de la cual creen ser vestigios las antiguallas que se conservan.
(Madoz, 1849, p. 376)

## Demografía
Rasueros cuenta con una población de 160 habitantes (INE 2024).
| Gráfica de evolución demográfica de Rasueros entre 1842 y 2021 |
| |
| Población de derecho según los censos de población del INE. Población de hecho según los censos de población del INE.Entre el censo de 1981 y el anterior, crece el término del municipio porque incorpora a San Cristóbal de Trabancos. |

## Patrimonio
- Iglesia del siglo XVII, con una preciosa torre mudéjar que data del siglo XIII. La iglesia posee tallas muy valiosas, un retablo barroco y otro retablo románico traído de la iglesia del vecino pueblo de Astudillo, destruido por la peste en el Medioevo. La iglesia está construida sobre los cimientos del antiguo castillo del Conde Rasura, que lamentablemente se derrumbó. No obstante, aún pueden verse vestigios y ruinas de este castillo en los cimientos del pretil de la iglesia, en el río, que servía de foso para la fortaleza y en los cimientos de algunas viviendas de la plaza. Estaba construido en mampostería.
- Ermita, del siglo XVIII, que alberga la talla en madera policromada de una Virgen Dolorosa, que muchos atribuyen al genial y famoso escultor barroco castellano Gregorio Fernández, pero estudios rigurosos han desestimado esta posibilidad. Según la leyenda, esta Virgen, probablemente inspirada en la Virgen de las Angustias de Felipe del Corral, estaba destinada al vecino pueblo de Madrigal de las Altas Torres, pero los caballos se detuvieron al pasar por Rasueros y no hubo forma de hacerlos andar.
- Hay también algunas torres de vigía por los alrededores, al parecer también de origen medieval, tales como la torre de Astudillo, el torreón de Piteos o la torre Yecla.
- Ruinas del molino de agua y de las minas de cal.

también cuenta con unas pistas para que los jóvenes jueguen al fútbol/baloncesto y otras para el frontenis, un chiringuito y una plaza en el centro como punto de encuentro

## Fiestas
La fiesta principal está dedicada a la Virgen de Los Dolores, se celebra el 22 de agosto (antiguamente se celebraba el 15 de septiembre). Durante estas fiestas se celebran concursos, como el de peñas donde se reúnen todas las peñas frente a las piscinas y en la plaza Mayor, allí se elige a la mejor peña de las fiestas, donde estos muchachos generación en generación siguen manteniendo nombres, costumbres y sobre todo diversión. Se realizan también concursos de disfraces, fiestas temáticas en los bares, dj por la noche y competiciones deportivas de vóley playa o natación en el polideportivo municipal Conde de Rasura. 
La otra fiesta importante, es la de Santa Lucía, patrona de la localidad, que se celebra el 13 de diciembre.
Otra de las tradiciones religiosas en las fiestas de la Virgen de los Dolores, es la procesión, donde se saca la talla de la Virgen en andas desde la ermita de la Vera Cruz hasta la iglesia de San Andrés Apóstol. El último día de las ferias, se realiza el recorrido en sentido inverso, a lo largo de un mayor número de calles. Antes de devolver la Virgen de los Dolores a su ermita se realiza la tradicional subasta de los banzos, en la que los rasuereños pujan por portar las andas (banzos) de la Virgen en su entrada al templo.